# Велино (деревня, Смоленская область)
Велино — деревня в Смоленском районе Смоленской области России. Входит в состав Сметанинского сельского поселения. Население — 3 жителя (2007 год). 
Расположена в западной части области в 31 км к западу от Смоленска, в 1 км южнее автодороги М1 «Беларусь», на берегу реки Радовка. В 0,5 км юго-восточнее деревни расположена железнодорожная станция Велино на линии Москва — Минск. 

## История
В годы Великой Отечественной войны деревня была оккупирована гитлеровскими войсками в июле 1941 года, освобождена в сентябре 1943 года. 